# Pinocchio: Unstrung
Pinocchio: Unstrung is een aankomende Britse horrorfilm geregisseerd, geschreven en mede geproduceerd door Rhys Frake-Waterfield. De film is een horrorbewerking van het kinderboek Pinokkio uit 1883 van Carlo Collodi. Het is de vijfde film in de filmreeks The Twisted Childhood Universe.

## Verhaal
De film volgt houtbewerker Geppetto die zijn kleinzoon James kennis laat maken met een magische houten pop genaamd Pinokkio. James weet al snel een vriendschap te sluiten met Pinokkio en wilt hem kennis laten maken met de buitenwereld. Als Pinokkio hiermee kennis maakt, besluit hij een kruistocht te starten om alles dat slecht is uit te roeien.

## Rolverdeling
| acteur                  | personage       |
| ----------------------- | --------------- |
| Robert Englund          | Cricket         |
| Richard Brake           | Geppetto        |
| Cameron Bell            | James           |
| Jessica Balmer          | Mia             |
| Jack Art Gray           | Dudley          |
| Peter DeSouza-Feighoney | Michael Darling |

## Achtergrond
De film werd geregisseerd en mede geproduceerd door Rhys Frake-Waterfield, voor de productie werd hij bijgestaan door Scott Jeffrey. Het scenario van de film werd eveneens geschreven door Frake-Waterfield en is een horrorbewerking van het kinderboek Pinokkio uit 1883 van Carlo Collodi. De opnames van de film vonden plaats in het najaar van 2024. Hoofdrollen in de film waren weggelegd voor onder anderen Robert Englund, Richard Brake, Cameron Bell en Jessica Balmer. De rol van Pinokkio wordt vertolkt door een animatronic-pop, gemaakt door Emmy Award-winnaar Todd Masters.

## Release
In augustus 2024 werd de eerste poster van de film onthuld. In november 2024 deelden de makers de eerste bewegende beelden van de animatronic-pop die Pinokkio in de film gaat vertolken. Pinocchio: Unstrung staat gepland om in de Verenigde Staten in 2025 uitgebracht te worden.